# Béatrice Cussol
Béatrice Cussol, née en 1970 à Toulouse, est une dessinatrice, artiste peintre et écrivaine française.

## Biographie
Diplômée de l'école des beaux-arts de Nice, elle réside et travaille à Paris tout en donnant des cours à l'école supérieure d'art de Rouen et en exposant ses créations.
Elle fait son entrée en littérature en 2000, dans la collection « Le Rayon », dirigée par Guillaume Dustan.
De 2009 à 2010, elle est pensionnaire de la Villa Médicis.

## Publications

### Littérature
- Merci, éd. Balland, coll. Le Rayon, 2000  (ISBN 9782715812840)
- Pompon, éd. Balland, coll. Le Rayon, 2001  (ISBN 9782715813816)
- Diane ?, éd. Léo Scheer, 2003  (ISBN 9782847610123)
- Sinon, éd. Léo Scheer, 2007  (ISBN 978-2-7561-0076-0)
- Les Souffleuses, éd. Léo Scheer, 2009  (ISBN 978-2-7561-0212-2)
- Écrire ou partir, éd. Printemps de septembre, 2019  (ISBN 978-2-9565514-2-3)

### Art
- Illustrations de Je Hais les dormeurs de Violette Leduc, éditions du Chemin de fer, 2006.
- Rouge gorge 6, livre d'artiste, collectif, 2007[3].
- Rouge gorge 8, livre d'artiste, collectif, 2009[4].
- Eponym e, éditions amac, 2019[5].

## Expositions
- 1994 : Béatrice Cussol, Villa Arson, Nice
- 1999 : Dessins 1994-1999, Mamco, Genève[6]
- 2000 : Goldcream, Galerie Rachlin-Lemarié, Paris
- 2000 : Trois millions de Joconde, Art Concept, Paris
- 2008 : Duo, avec Dominique De Beir, Galerie Éric Mircher, Paris.
- 2008 : Béatrice Cussol et Georgia Nelson, Galerie RDV, Nantes[7]
- 2009 : Aux petites filles modèles, avec Sylvie Auvray, Cathryn Boch et Fleur Noguera, Centre d'art Le Lait[8]
- 2010 : Collection d'été, collectif, Galerie Porte Avion, Marseille
- 2012 : Le nom d'une île, Maison des arts, Malakoff
- 2012 : Elga Wilmer Gallery, New York
- 2013 : Spritmuseum, Stockholm
- 2018 : Attends, Le Carré Scène nationale Centre d’art contemporain, Château-Gontier[9]

### Collections publiques
En France
- Marseille, Fonds régional d'art contemporain Provence-Alpes-Côte d'Azur
- Musée d'Art moderne et d'Art contemporain de Nice
- Puteaux, Fonds national d'art contemporain
- Angoulême, Fonds Régional d'Art Contemporain Poitou-Charentes

En Suisse
- Genève, musée d'art moderne et contemporain